# Internacjonalizm (językoznawstwo)
Internacjonalizm – wyraz mający podobną formę i brzmienie w wielu językach oraz wyrażający tę samą lub zbliżoną treść.
Internacjonalizmy pochodzą najczęściej z języka angielskiego, francuskiego, greckiego lub łaciny. Są rozpowszechnione szczególnie w języku naukowym i technicznym; charakterystycznymi przyrostkami są tu -acja, -ancja, -sja oraz -ator. Często niemożliwe jest określenie, który język jest bezpośrednim źródłem danego internacjonalizmu, ze względu na jego równoczesne rozpowszechnienie się na różnych obszarach (dotyczy to np. wyrazów „polityka” lub „analiza”).
Na przykładzie terminu „totalitaryzm”:
- angielski – totalitarianism;
- francuski – totalitarisme;
- niemiecki – Totalitarismus.

Inne przykłady: telewizja, metr, emisja itp.
Przyjmuje się, że internacjonalizmami można nazwać analogiczne wyrazy (leksemy) występujące przynajmniej w trzech językach należących do różnych (przynajmniej dwóch) rodzin lub grup językowych, np. pol. konferencja, niem. Konferenz, ang. conference, franc. conference. Mamy tu do czynienia co prawda z językami tej samej rodziny językowej (indoeuropejskiej), ale z różnych grup językowych (język słowiański, język germański, język romański). Takie podobne wyrazy używane tylko (lub głównie) w Europie można nazwać europeizmami. Podobny leksem (konferenssi) istnieje też w języku fińskim, który nie jest językiem indoeuropejskim. Sąsiedztwo geograficzne, kontakty gospodarcze i kulturalne, określone wydarzenia historyczne sprawiły, że również niektóre języki o odległej etymologii wykazują wiele podobieństw, głównie w zakresie słownictwa.   
Nie są internacjonalizmami wyrazy o podobnej formie i znaczeniu występujące tylko w obrębie jednej grupy językowej, jak: niemieckie Winter, angielskie winter, szwedzkie vinter jako leksemy występujące jedynie w grupie języków germańskich  .
Internacjonalizmami mogą być też frazeologizmy, głównie idiomy. Są to wyrażenia analogiczne w różnych językach pod względem znaczenia i struktury, ale o różnych formach (o innej pisowni, innej wymowie). W językach polskim, niemieckim, angielskim, francuskim, rosyjskim znane są m.in. następujące idiomy: nie wierzyć własnym oczom; seinen Augen nicht trauen; cannot believe one’s (own) eyes; n’en pas croire ses yeux; ne veritʹ (svoim) glazam . Termin „poprawność polityczna” (ang. political correctness) rozpowszechnił się w językach europejskich .